# Harmęże

Nieoficjalny herb wsi Harmęże

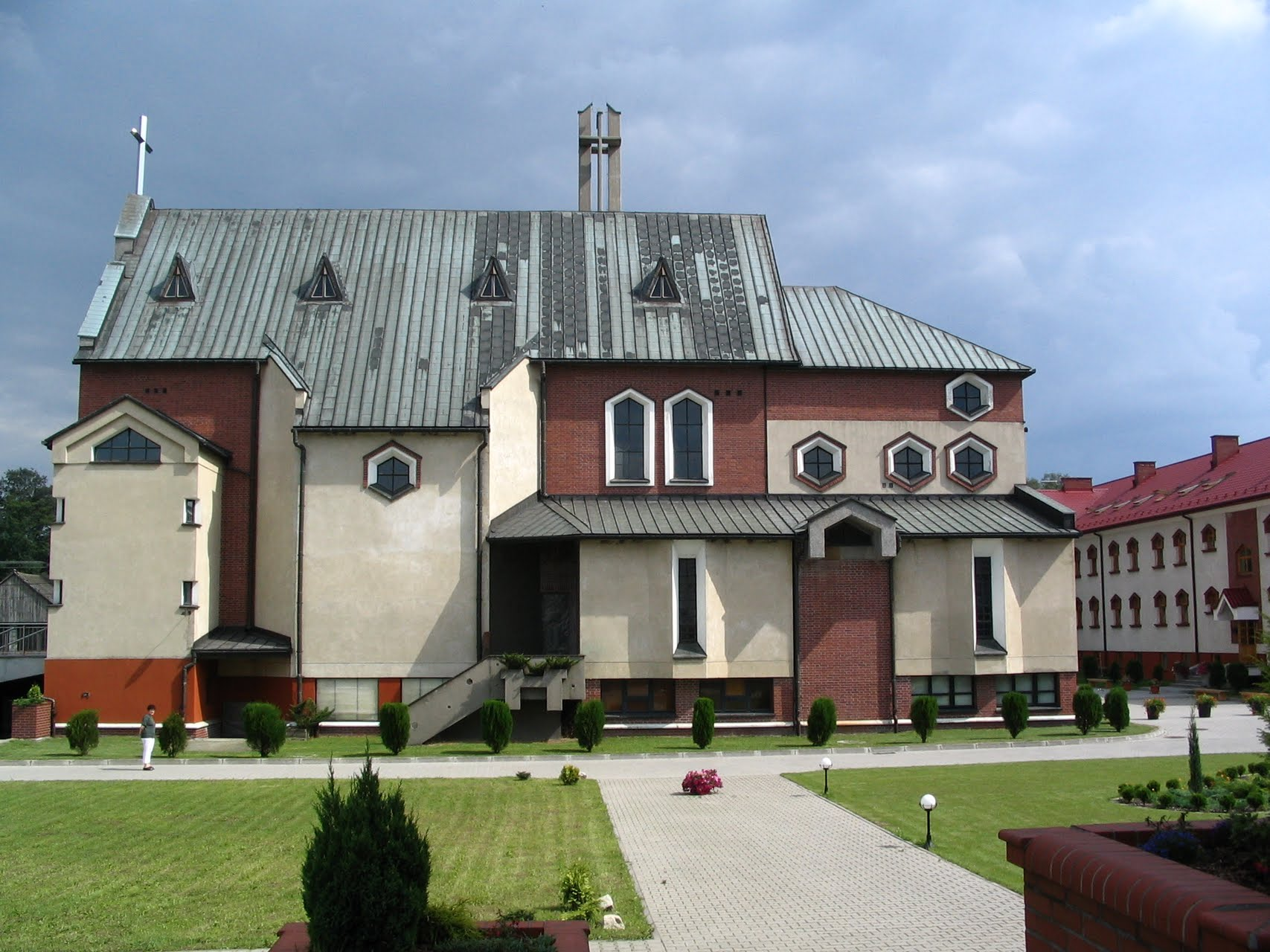
Kościół

Harmęże – wieś w Polsce położona w województwie małopolskim, w powiecie oświęcimskim, w gminie Oświęcim.
W latach 1975–1998 miejscowość administracyjnie należała do województwa bielskiego.
| Części wsi | Rodzaj    |  |  |
| ---------- | --------- |  |  |
| Stara Wieś | część wsi |  |  |
| Kurniki    | część wsi |  |  |

## Historia
Harmęże należą do najstarszych wsi księstwa oświęcimskiego. Pierwsze udokumentowane wzmianki o Harmężach pochodzą z 1368, a znajdują się w „Statucie solnym” króla Kazimierza Wielkiego. W dokumencie sprzedaży księstwa oświęcimskiego Koronie Polskiej wystawionym przez Jana IV oświęcimskiego 21 lutego 1457 miejscowość wymieniona została jako Charmaszy.
W 1564 roku wraz z całym księstwem oświęcimskim i zatorskim tereny te znajdowały się w granicach Korony Królestwa Polskiego w województwie krakowskim w powiecie śląskim. Po unii lubelskiej w 1569 księstwo Oświęcimia i Zatora stało się częścią Rzeczypospolitej Obojga Narodów w granicach, której pozostawało do I rozbioru Polski w 1772. W 1784 roku właścicielem miejscowości był wojewoda krakowski oraz starosta oświęcimski Piotr Małachowski.
Po rozbiorach Polski miejscowość znalazła się w zaborze austriackim i leżała w granicach Austrii, wchodząc w skład Królestwa Galicji i Lodomerii. W XVI w. na Wiśle w Harmężach przebiegał most, na którym pobierano cło drogowe i rzeczne. Był to most graniczny pomiędzy Królestwem Polskim a Śląskiem należącym do Czech. W historii Rzeczypospolitej Obojga Narodów most w Harmężach zapisał się jako przeprawa, po której uciekł do Francji król Henryk Walezy. Również w okresie zaborów na Wiśle w Harmężach przebiegała granica między Prusami a Austrią. Na koniec wieku XIX Harmęże liczyły ok. 360 mieszkańców.

### II wojna światowa
Po utworzeniu obozu KL Auschwitz okupanci niemieccy w dniach 7–12 kwietnia 1941 przeprowadzili akcję wysiedleńczą okolicznych wsi, która objęła również Harmęże. Akcja trwała przez cały tydzień poprzedzający Święta Wielkanocne i zakończyła się w Wielką Sobotę. W Harmężach wyburzono większość domów, pozostawiając tylko kilka z nich. We wsi założono farmę drobiu, królików i hodowlę ryb, które to prace wykonywali więźniowie. Do stawu rybnego wrzucano popiół ze spalonych zwłok więźniów KL Auschwitz-Birkenau, który dowożony był na miejsce samochodami ciężarowymi. 8 grudnia 1941 SS-mani utworzyli jeden z pierwszych podobozów KL Auschwitz – podobóz Harmense. Umieszczono tu na stałe 50 więźniów. 17 lipca 1942 podobóz wizytował Heinrich Himmler.

### Okres powojenny
O Harmężach z okresu II wojny światowej pisali Tadeusz Borowski w opowiadaniu „Dzień na Harmenzach” oraz Seweryna Szmaglewska w swojej książce „Dymy nad Birkenau” Po wojnie mieszkańcy wrócili z wysiedlenia i w większości zamieszkali w zaadaptowanych na domy mieszkalne kurnikach obozowej fermy. Stopniowo powstawały nowe budynki. Dzisiaj wieś liczy około 160 domów. Również bezpośrednio po wojnie wysiłkiem mieszkańców odbudowano zniszczony poprzez działania wojenne dawny dwór, w którym umieszczono działającą do dzisiaj szkołę podstawową. Szkoła od 2000 nosi imię świętego Maksymiliana Marii Kolbego.
Harmęże należą do franciszkańskiej parafii Matki Bożej Niepokalanej. Znajduje się tutaj, powstałe w latach dziewięćdziesiątych XX wieku, franciszkańskie Centrum św. Maksymiliana Kolbego, w którym prezentowana jest stała wystawa prac Mariana Kołodzieja pt. „Klisze pamięci – labirynty”, odwołująca się do jego osobistych przeżyć z KL Auschwitz-Birkenau. Artysta trafił do obozu w Auschwitz 14 czerwca 1940 roku, w wieku 19 lat i otrzymał numer obozowy 432. Prezentowane prace powstały po wylewie, którego doznał artysta – zostały naszkicowane ołówkiem przywiązanym do jego ręki. Grób, zawierający urnę z prochami zmarłego w 2009 w Gdańsku artysty, znajduje się w krypcie w podziemiach kościoła w Harmężach.
W maju 2008 w Harmężach obradowała kapituła zwyczajna południowej Prowincji Franciszkanów.

## Zabytki
Obiekt wpisany do rejestru zabytków nieruchomych województwa małopolskiego.
- Zespół dworsko-parkowy.

## Szlaki turystyczne
Przez Harmęże przebiega Międzynarodowy Szlak Rowerowy Greenways Kraków – Morawy – Wiedeń oraz Wiślana Trasa Rowerowa i Szlak Ewakuacji Więźniów Oświęcimskich.

## Sport
W Harmężach działa Ludowy Klub Sportowy (piłka nożna).